# Eisfora
Eisfora – rodzaj podatku w starożytnej Grecji. Nakładano go na obywateli miast jedynie w szczególnych okolicznościach, głównie w czasie wojny.
W Atenach od czasów rządów Pizystrata nie nakładano w czasie pokoju podatków od dochodu i majątku. Specjalny podatek od własności uchwalano na potrzeby pokrycia kosztów działań wojennych. Eisfora miała charakter progresywny i jest znana jako jeden z pierwszych podatków tego typu.